# Heizungssteuerung

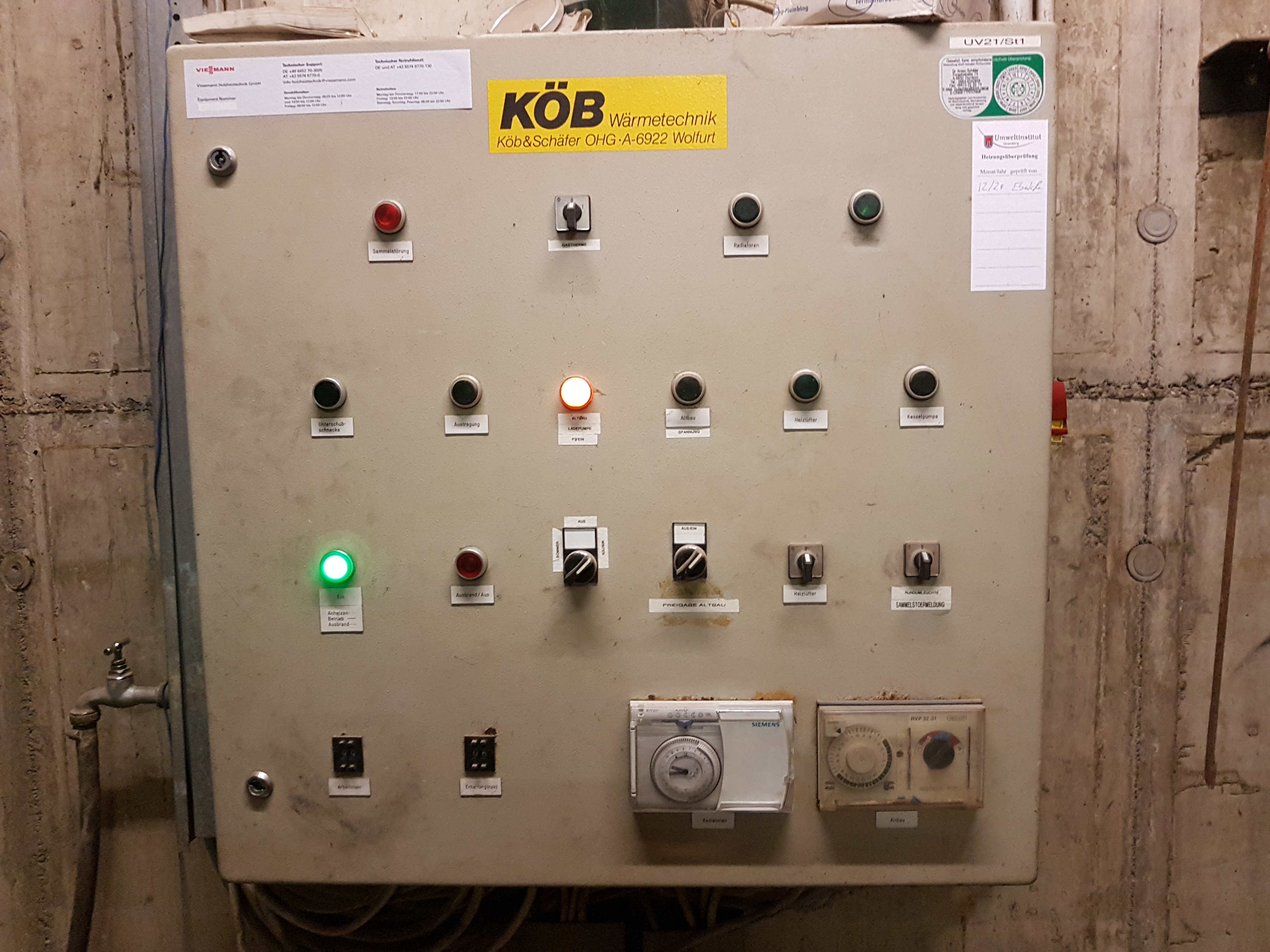
Steuerschrank einer KÖB-Hackschnitzelheizung, Baujahr 1994

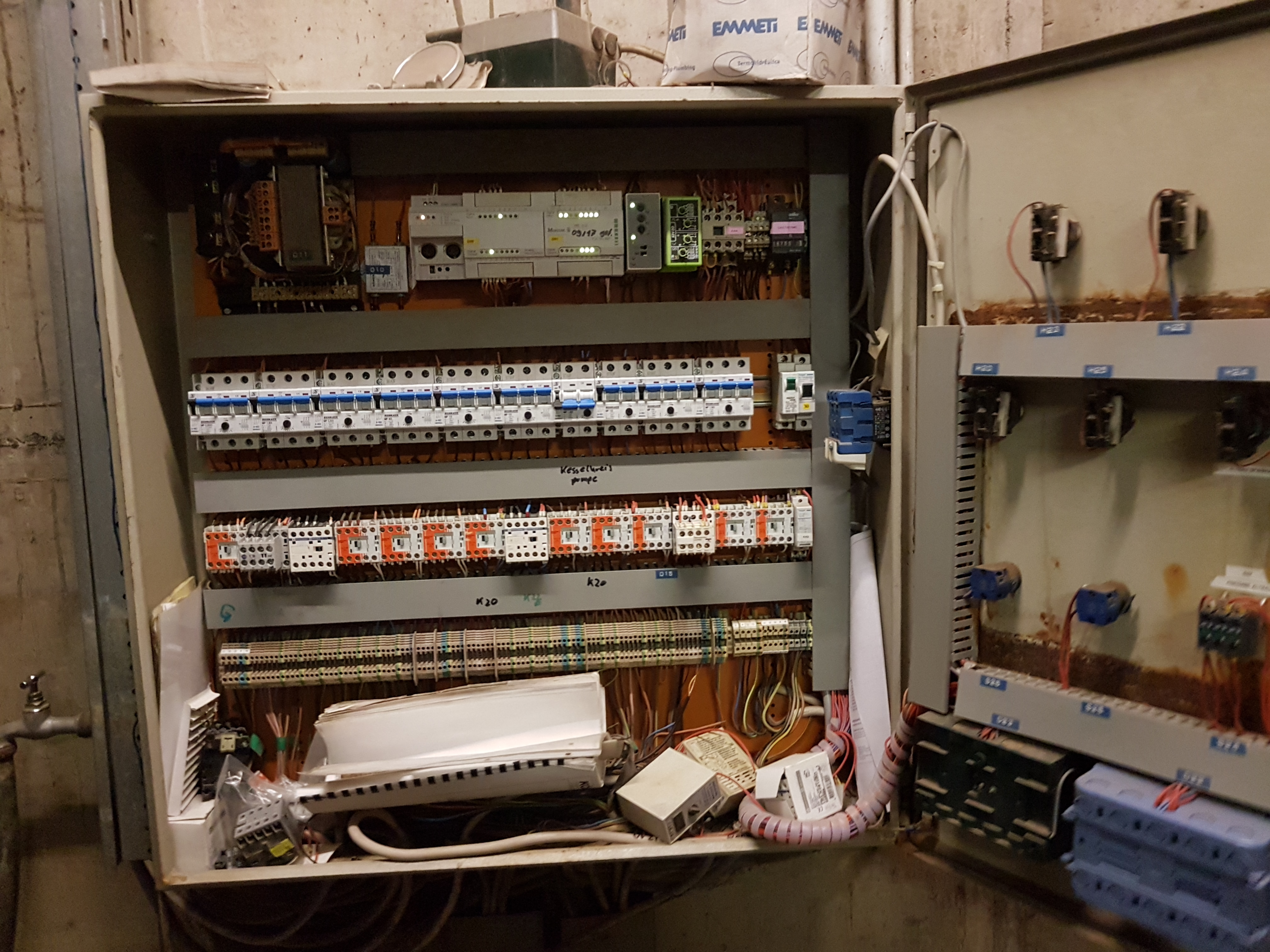
KÖB-Steuerung mit Speicherprogrammierbare Steuerung und für sieben Heizkreise, Baujahr 1994

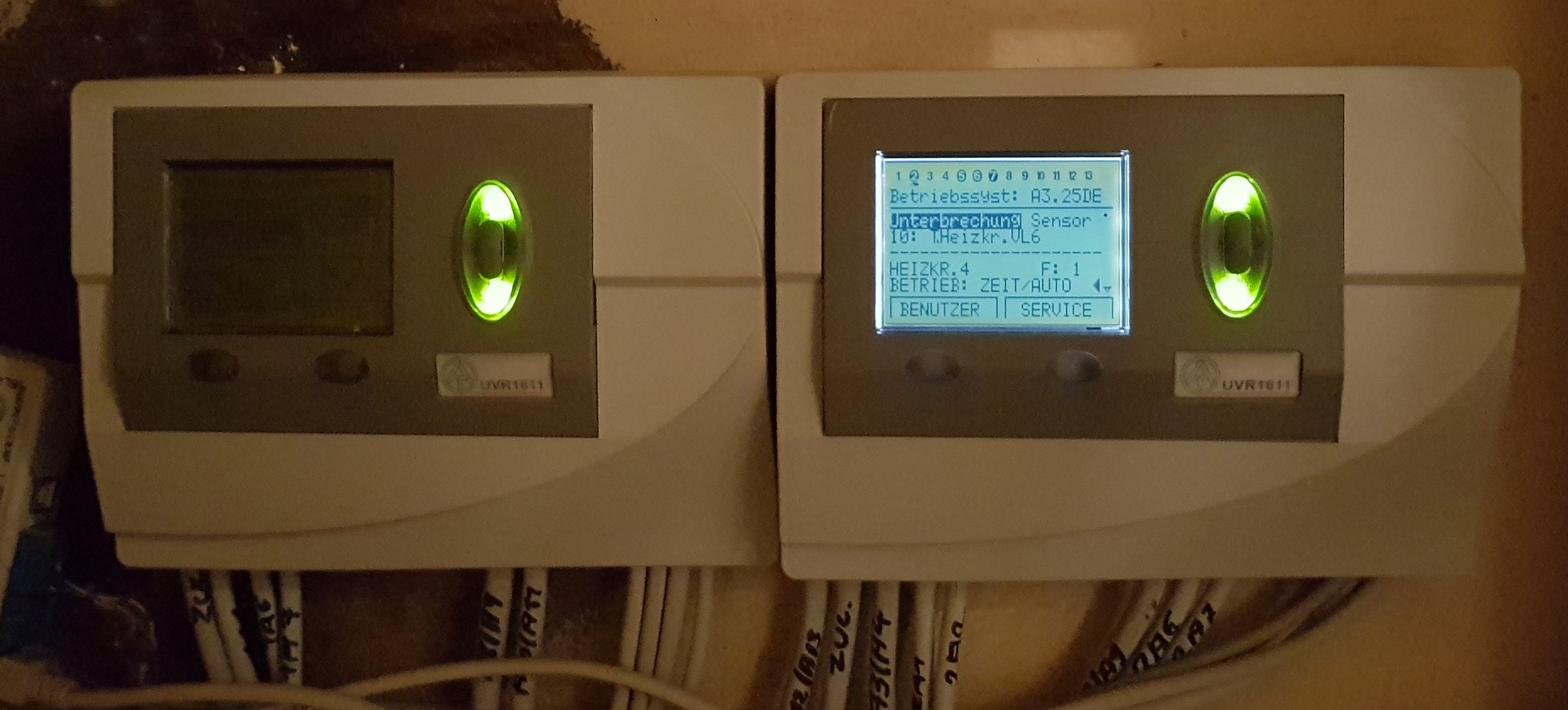
Temperatursteuerung UVR1611 der Fa. Technische Alternative zur individuellen Regelung von zehn Heizkreisen

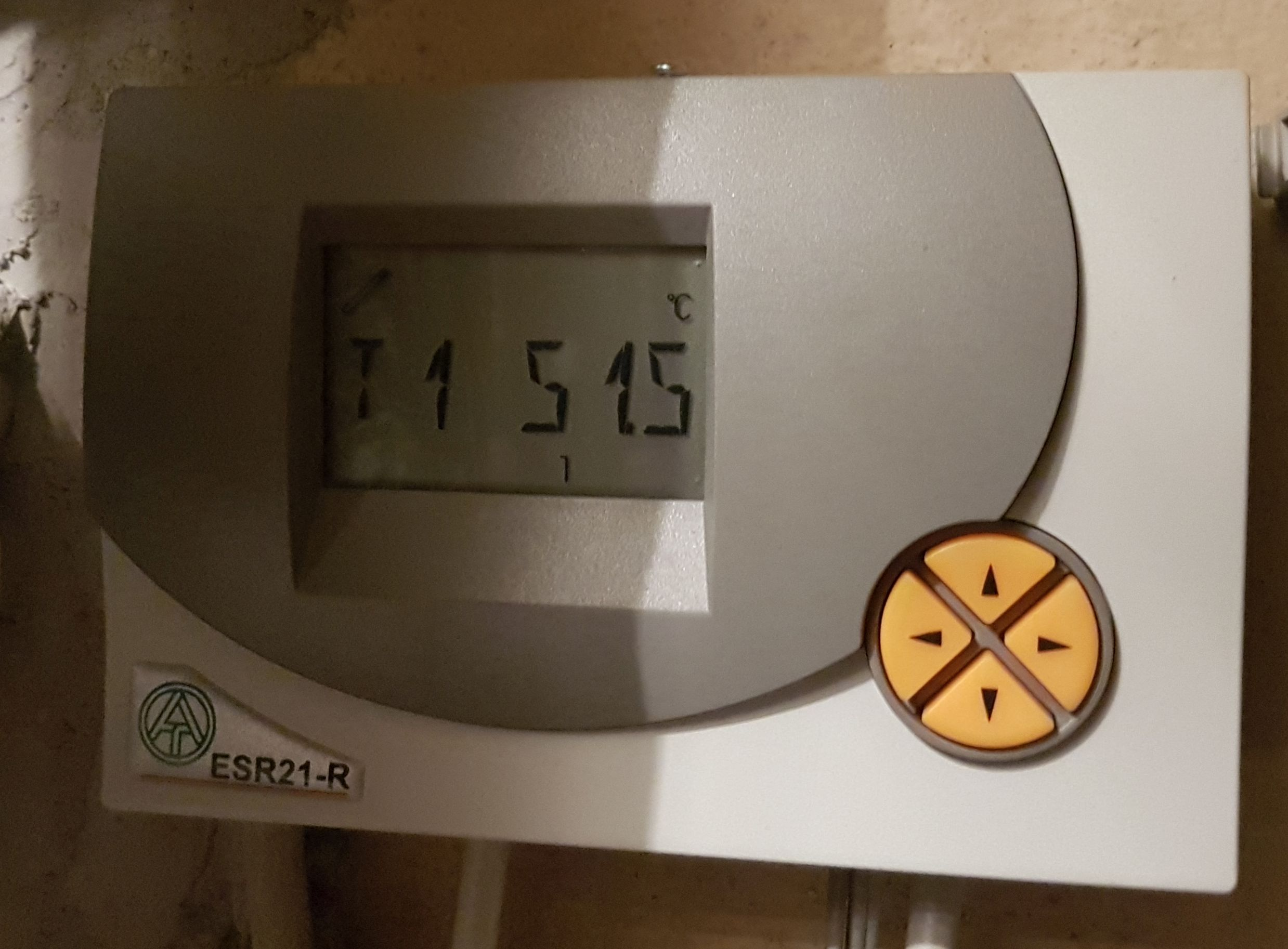
Anwenderprogrammierbare Steuerung ESR21-R der Fa. Technische Alternative, hier eingesetzt zur Steuerung einer Heizung (Vorlaufanhebung), einer thermischen Solaranlage und zur Puffer- und Boilerladung

Die Heizungssteuerung ist ein System, mit dem sich die Leistung einer Heizungsanlage individuell an den eigenen Bedarf anpassen lässt. Sie ist eine Unterkategorie der Steuerungstechnik und hat das Ziel, den Energieverbrauch zu senken. Darüber hinaus sorgt die Steuerung der Heizung für einen höheren Komfort und sinkende Schadstoffausstöße. Ein weitverbreitetes Beispiel ist die witterungsgeführte Heizungssteuerung, bei der die Wärmeabgabe der Heizungsanlage direkt von der Außentemperatur abhängt.

## Geschichte
Als Kamine und Küchenöfen Standard der Heizungstechnik waren, funktionierte die Heizungssteuerung lediglich manuell. So konnten Verbraucher die Heizleistung allein über die Menge des zugeführten Holzes oder die Stellung der Verbrennungsluftklappen regulieren.
Einen Sprung machte die Technik mit der Entwicklung der ersten Dampfzentralheizung in Deutschland. Diese kam vom Ingenieur Johannes Haag, der die Heizung 1843 im Baden-Württembergischen Schloss Sigmaringen einbauen ließ. Erst zu Beginn des 20. Jahrhunderts zogen die Zentralheizungen für Öl und Gas auch in deutschen Wohngebäuden ein. Die Anlagen arbeiteten nach dem Schwerkraftprinzip (Schwerkraftheizung) und ließen sich bereits bedingt steuern. Möglich war das mit Bimetall-Thermostaten, die Kessel in Abhängigkeit von der Kesselwassertemperatur starten und stoppen ließen.
Heizkörper ließen sich bis dato nur ein- oder ausschalten. Das war wenig effizient, aufwendig und mit hohen Kosten verbunden. Der dänische Erfinder Mads Clausen änderte das mit einem der ersten Heizkörperthermostate, den sein Unternehmen (heute bekannt als Danfoss) im Jahr 1940 auf den Markt brachte. Heizkörperthermostate steuern den Heizwasserdurchsatz durch den Heizkörper in Abhängigkeit von der Raumtemperatur automatisch.
Nach dem Zweiten Weltkrieg setzten sich Öl- und Gasheizungen immer weiter durch. Steuern ließen sich die Anlagen damals mit Ventilen, deren Stellung von der Heizwassertemperatur abhing. In den 1960er Jahren kamen Raumtemperaturfühler auf den Markt und die Steuerung der Heizung wurde komfortabler. So war es möglich, die wärmende Technik abhängig von der Temperatur in einem Führungsraum automatisch ein- und auszuschalten. Damit verbunden waren auch einfache Zeitprogramme, wie die Nachtabsenkung, möglich. Auch wenn diese auf einen kleinen Trick setzte: So täuschte eine Wärmequelle dem Thermostat zu voreingestellten Zeiten eine höhere Temperatur vor, sodass die Leistung der Heizung sank.
In den 1970er Jahren stiegen die Ölpreise stark an. Heizwärme verteuerte sich sehr schnell und der Wunsch nach effizienter und kostengünstiger Technik wuchs. Um diesem gerecht zu werden, entwickelten Kesselhersteller die witterungsgeführte Heizungssteuerung. Sie regulierte die Leistung der Heizung abhängig von der Außentemperatur und passte den Verbrauch somit an den Bedarf an. Auch heute ist die witterungsgeführte Heizungssteuerung Standard und bei den meisten zentralen Heizungsanlagen im Einsatz.

## Bestandteile der Steuerung einer Heizungsanlage
Steuersysteme bestehen aus mindestens drei Bauteilen. Diese sind der Sensor, das Steuergerät und der Aktor. Der Sensor ist das messende Organ. Es überwacht die Eingangsgröße, erzeugt ein elektrisches Signal und leitet dieses zum Steuergerät weiter. Das Steuergerät ist der Kopf des Systems. Es wertet die empfangenen Signale aus und handelt entsprechend seiner Programmierung. Die Handlungsanweisung (Steuersignal) leitet das Steuergerät dann an den Aktor weiter. Der Aktor ist das ausführende Organ. Er empfängt das Steuersignal und beeinflusst das zu steuernde System aktiv. Ob die Ausgangsgröße der Soll-Größe entspricht, erfährt das Steuergerät nicht. Aus diesem Grund sprechen Experten bei der Heizungssteuerung auch von einem offenen Wirkungsweg.

## Beispiel: witterungsgeführte Heizungssteuerung
Ein typisches Beispiel für die Funktion der Heizungssteuerung ist die witterungsgeführte Steuerung von Heizungsanlagen. Sie verfolgt das Ziel, die Vorlauftemperatur im Heizsystem so hoch oder niedrig zu wählen, dass die transportierte Wärmemenge die Verluste über die Gebäudehülle ausgleichen kann, um eine gewünschte Raumtemperatur sicherzustellen. Dabei gilt:
- Steigt die Außentemperatur, sinken die Wärmeverluste über die Gebäudehülle und die Heizung muss weniger leisten. Die Vorlauftemperatur lässt sich absenken.
- Sinkt die Außentemperatur, steigen die Wärmeverluste über die Gebäudehülle und die Heizung muss mehr leisten. Die Vorlauftemperatur muss daher ansteigen.

Die Verbindung von Außentemperatur und Vorlauftemperatur der Heizung ist bei einer witterungsgeführten Heizungssteuerung in Form der Heizkurve hinterlegt. Die mathematische Funktion weist jeder Außentemperatur eine bestimmte Vorlauftemperatur zu und muss für jedes Gebäude individuell eingestellt werden.
Die Funktion der witterungsgeführten Heizungssteuerung setzt auf die bereits beschriebenen Bestandteile: den Sensor, das Steuergerät und den Aktor.
Der Sensor ist in diesem Fall ein Außentemperaturfühler. Er sitzt an der Fassade und übermittelt dem Steuergerät fortwährend die aktuellen Messwerte. Das Steuergerät nimmt die Daten auf und verarbeitet sie. Möglich ist das mit der bereits beschriebenen Heizkurve. Anschließend erzeugt die Steuerung eine Handlungsanweisung, die sie zum Aktor sendet. Dabei handelt es sich zum Beispiel um ein motorisch betriebenes Drei-Wege-Ventil. Der Motor bringt das Ventil auf die entsprechende Stellung, wodurch sich die gewünschte Vorlauftemperatur einstellt.
Ob die planmäßige Raumtemperatur tatsächlich erreicht wird, lässt sich jedoch nicht mit Sicherheit sagen. Denn die Heizungssteuerung reagiert allein auf die Außentemperatur. Weitere Störgrößen, wie die Sonneneinstrahlung, interne Wärmegewinne oder geöffnete Fenster bleiben unberücksichtigt.

## Unterschied von Steuerung und Regelung
Während eine Steuerung technische Prozesse in Abhängigkeit von bekannten Störgrößen beeinflusst, stellt eine Regelung sicher, dass der gewünschte Sollwert auch eingehalten wird. Möglich ist das durch einen geschlossenen Wirkungsweg – den sogenannten Regelkreis. Dabei erfasst der Sensor die Ausgangsgröße der Regelung und führt diese dem Regelgerät erneut zu. Letzteres vergleicht Soll- und Ist-Werte kontinuierlich, sodass sich ein annähernd konstanter Ausgangswert gewährleisten lässt.
Ein Beispiel ist die raumtemperaturgeführte Regelung. Hier misst ein Sensor, in diesem Fall ein Raumtemperaturfühler, kontinuierlich die Temperatur in einem Führungs- oder Referenzraum. Das Regelgerät vergleicht Soll- sowie Ist-Werte und ermittelt bei Abweichungen eine Handlungsanweisung. Letztere überträgt sie auf den Aktor, der auch hier aus einem motorischen Ventil bestehen kann. Während die Heizungssteuerung an dieser Stelle nicht weiter arbeitet, nimmt die Regelung die Raumtemperatur fortwährend auf. Sie kann somit auch unbekannte Störgrößen (Sonneneinstrahlung, Personen oder Geräte im Raum) berücksichtigen und sicherstellen, dass die Heizung nie mehr Energie liefert als tatsächlich nötig.
In der Praxis lassen sich die in den Beispielen beschriebenen Funktionen auch verbinden. Experten sprechen dann von einer witterungsgeführten Heizungssteuerung mit Raumtemperaturaufschaltung.

## Zentrale und dezentrale Heizungssteuerung
Geht es um die Heizungssteuerung, lassen sich grundsätzlich zentrale und dezentrale Systeme voneinander unterscheiden. Bei der zentralen Heizungssteuerung geht es in der Regel darum, die Vorlauftemperatur des Heizsystems an den Wärmebedarf im Haus anzupassen. Ein Beispiel dafür ist die bereits beschriebene witterungsgeführte Heizungssteuerung, die sich auf den Kessel auswirkt. Die dezentrale Steuerung wirkt sich hingegen auf die einzelnen Räume oder Heizflächen aus. Realisieren lässt sie sich mit Heizkörperthermostaten, den sogenannten Thermostatventilen. Man kann auch beide Arten kombinieren. Dann lassen sich einzelne Räume gezielt beeinflussen und gleichzeitig kann eine zentrale Regelung dafür sorgen, dass die Vorlauftemperatur so niedrig gehalten wird, wie es angesichts der jeweiligen Witterung möglich ist.

## Thermostate für die Heizungssteuerung in Mietwohnungen

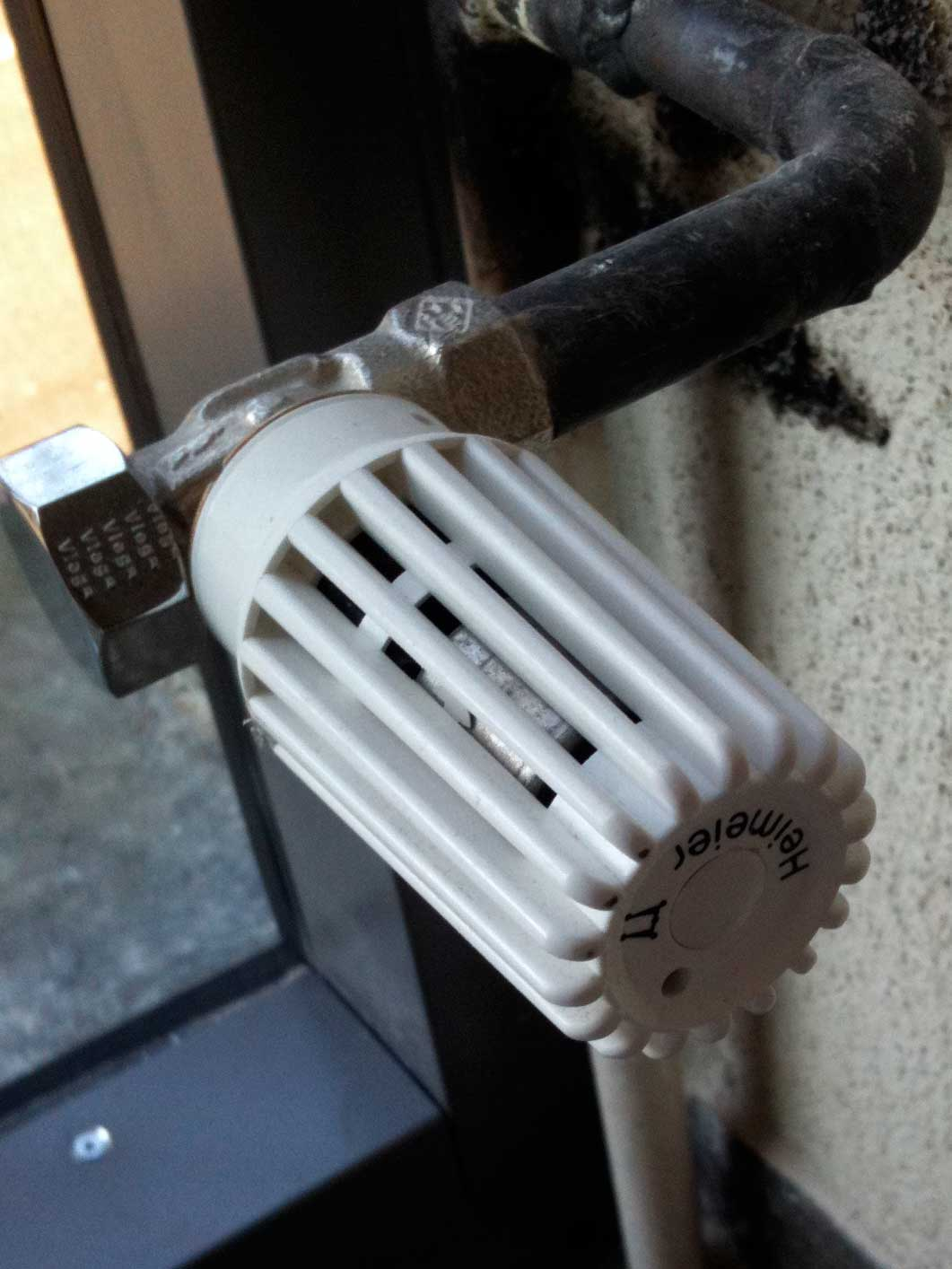
Thermostat an einem abgeklemmten Heizkörper

Thermostatventile sind kleine Bauteile, die direkt am Heizkörper sitzen. Sie bestehen aus einem Ventil und einem Thermostatkopf. Letzterer beinhaltet ein wachsartiges Medium, das sich abhängig von der Temperatur in seiner Umgebung ausdehnt oder zusammenzieht. Während das passiert, wirkt es sich auf die Ventilstellung aus. So sorgen steigende Raumtemperaturen dafür, dass sich das Ventil schließt und weniger Heizungswasser durch den Heizkörper strömen kann. Die Heizfläche kühlt sich ab und bringt weniger Wärme in den Raum ein. Sinkt die Raumtemperatur, schrumpft das Medium im Thermostatkopf. Das Ventil öffnet sich, mehr Heizungswasser strömt hindurch und der Raum wird mit Wärme versorgt. Wann sich das Thermostatventil öffnet oder schließt, hängt dabei von der Einstellung am Thermostatkopf ab.
Günstig ist die dezentrale Heizungssteuerung vor allem in Mietwohnungen. Mieter haben selten Zugriff auf die Heizungsanlage (Ausnahme Etagenheizung) und können ihren Wärmeverbrauch daher nur mit den Thermostaten beeinflussen.

## Die Zukunft der Heizungssteuerung ist digital
Ganz gleich, ob es sich um eine zentrale oder eine dezentrale Heizungssteuerung handelt: In beiden Fällen können Hausbesitzer Soll-Werte und bestimmte Parameter wie die Heizkurve meist selbst verändern. Das ist allerdings kompliziert und nur direkt an der Heizung beziehungsweise am Heizkörper möglich. Mit der Digitalisierung ändert sich dieser Umstand. Denn damit lässt sich die Heizung heute mit Smartphone, Tablet oder PC auch aus der Ferne steuern. So können Verbraucher die Heizung zum Beispiel von unterwegs starten, wenn sie an einem kalten Tag früher nach Hause kommen, als geplant. Mit Geofencing (geografische Positionsbestimmung von digitalen Geräten) kann die Heizung sogar von selbst darauf reagieren, wo sich eine Person gerade befindet. Entfernt sie sich vom Haus, reduziert die Heizungssteuerung die Vorlauftemperatur, um Energie zu sparen. Nähern sich Hausbesitzer ihrem Zuhause, registriert die Heizung auch das. Sie fährt ihre Leistung hoch und heizt das Gebäude auf wohlige Temperaturen auf. Darüber hinaus ist es möglich, den Wetterbericht bei der Heizungssteuerung zu berücksichtigen und Heizkessel frühzeitig abzuschalten, wenn viele Sonnenstunden bevorstehen.